# Čretnik
Čretnik (madžarsko Csörötnek) je vas na Madžarskem, ki upravno spada pod Monoštrsko okrožje Železne županije.